# Menachem Mendel ben Meir
Menachem Mendel ben Meir, auch Menachem Mendel von Rymanów (hebräisch מנחם מענדיל מרומאנאוו) (geboren 1745 in Nowe Miasto Lubawskie; gestorben 29. Mai 1815 in Rymanów) war ein bedeutender chassidischer Rebbe und einer der Ersten von insgesamt fünf, die die chassidische Bewegung in Polen und Galizien verbreiteten. Er wirkte zusammen mit Rabbi Jaakow Jizchak Horowitz von Lublin, Rabbi Israel Hopstein von Koschnitz, Rabbi Abraham Jehoschua Heschel von Apta und Rabbi Kalonymus Kalman Halevi Epstein.

## Leben und Wirken
Er war der Sohn von Liba Shapiro und Rabbi Josef ben Meir von Szydłowiec, genannt Charif. Beide Elternteile wurden Ende des 17. Jahrhunderts geboren und entstammten beide alten polnische Rabbinerfamilien, die der Legende nach von Ba'al ha-Turim abstammen sollte.
Einem Bericht zufolge kam er im Alter von elf Jahren mit dem Chassidismus in Berührung, als er Dow Bär von Mesritsch traf. Als Jugendlicher studierte er bei Samuel Schmelke Horowitz aus Nikolsburg in Ryczywół und bei Joseph ben Meir Teomim in Berlin. Sein wichtigster Mentor war Elimelech von Lyschansk und er war einer seiner Schüler. Nach Rav Elimelechs Tod im Jahr 1786 übernahm Rebbe Menachem Mendel seine Position als chassidischer Meister in Galizien.
Menachem Mendel war als chassidischer Rebbe, auch ein Zaddik, (hebräisch צַדִּיק Tzaddik, deutsch ‚Gerechter‘). Ein Admor oder Zaddik ist eine charismatische Person und Mittelpunkt der Gemeinde, die die chassidischen Lehren an seine Schüler weitergab.
Napoleons Invasion in Russland im Jahr 1812 spaltete die chassidische Welt. Menacḥem Mendel betete gemeinsam mit Jaakow Jizchak Horowitz(dem Seher von Lublin) und Israel ben Schabtai Hopstein von Koschnitz (1733–1815), für Napoleons Sieg. Sie sahen symbolisch in der Invasion, den Beginn des Krieges von Gog und Magog, der die Ankunft des Messias aufzeigen würde. Menacḥem Mendels Schüler Naftali von Ropschütz (Ropczyce; 1760–1827) teilte diese Ansicht nicht und konnte Menacḥem Mendel nicht von seinen starken messianischen Hoffnungen abbringen.
Der Menachem Mendel richtete zunächst seinen „Hof“ ursprünglich in Frysztak ein, wo er auch Av Beit Din, (hebräisch אב בית דין) war.
Nachdem er die Tochter eines Kaufmanns, Rivkah Turim, auch Rivkah Torem oder „Rebbetzin Torem“  (um 1715–1775) geheiratet hatte, lebte er dort einige Jahre lang und zog 1807 nach Rymanów, wo er bis zu seinem Tod blieb. Das Paar hatte mehrere Kinder.

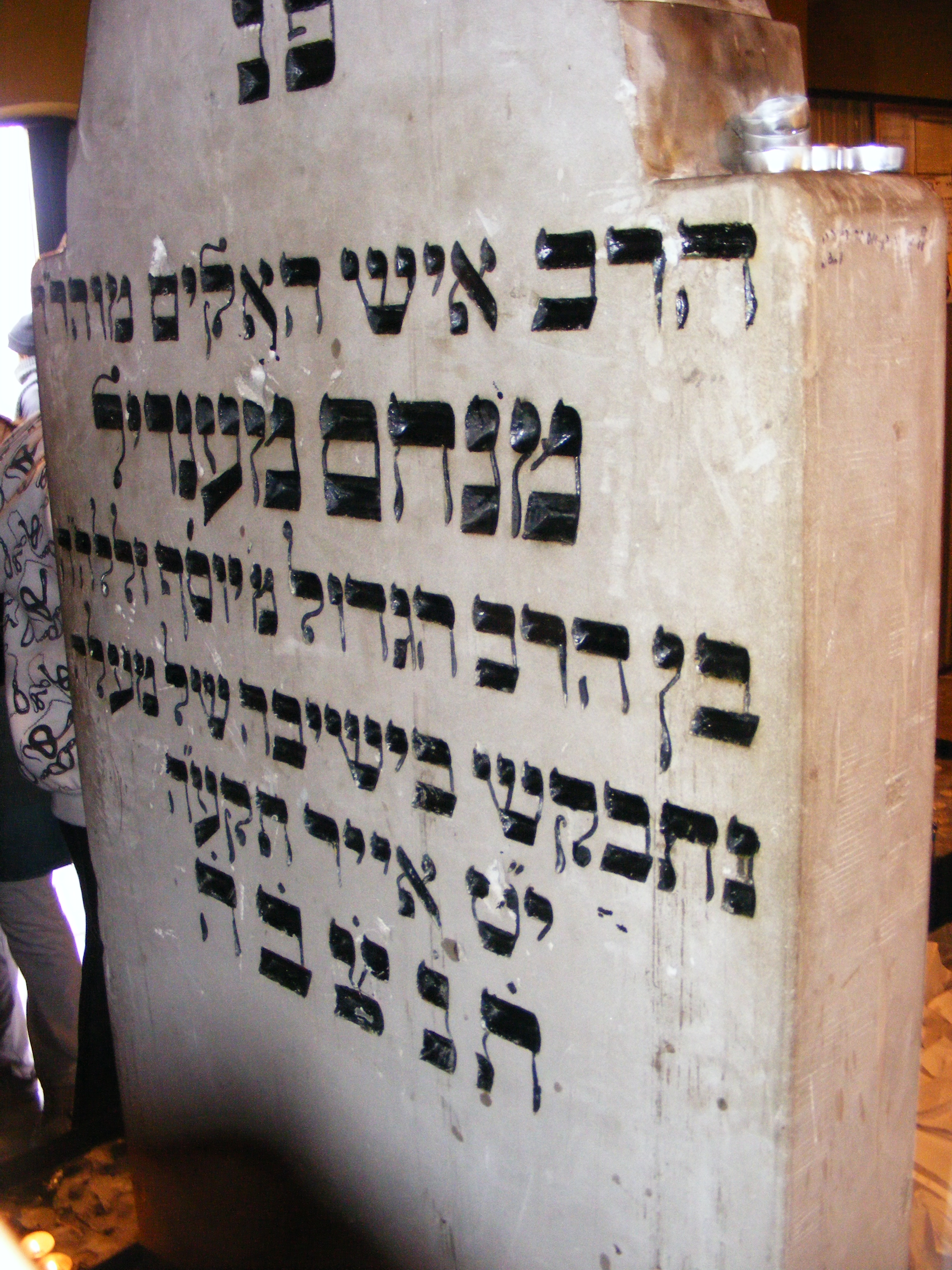
Bestattungstelle mit Grabstein des Menachem Mendel ben Meirs in Rymanów

## Werke (Auswahl), alle posthum veröffentlicht
- Divrei Menachem (1863), The Torah Discourses of the Holy Tzaddik Reb Menachem Mendel of Rimanov 1745-1815.  von Menahem Mendel Rymanower übersetzt in das Englische von Dov Levine, Ktav Publishing House, 1996, auf books.google.de
- Menachem Tzion (1851)
- Be'erot HaMayim
- Sifrei Rahak
- Torat Menaḥem (1876)